# Тулуп-зурна
Тулуп-зурна — тип волинки, традиційний для корінних народів України: кримських татар та греків Приазов'я. Як й інші волинки складається з міхів (у цього інструмента з козячої чи баранячої шкіри), трубкою для нагнітання повітря та трубкою з отворами (сопілкою кавал), на якій грали мелодію. Отворів така сопілка мала від 6 до 10.
Назва «тулуп-зурна» утворена зі слів, які позначають шкіряний мішок (крим. tulup) та сурму (крим. zurna).
Інструмент дістав найбільшу популярність серед кримськотатарських вівчарів — чобанів.